# Air Canada
Pour les articles homonymes, voir ACA et Air (homonymie).
Porter haut le drapeau

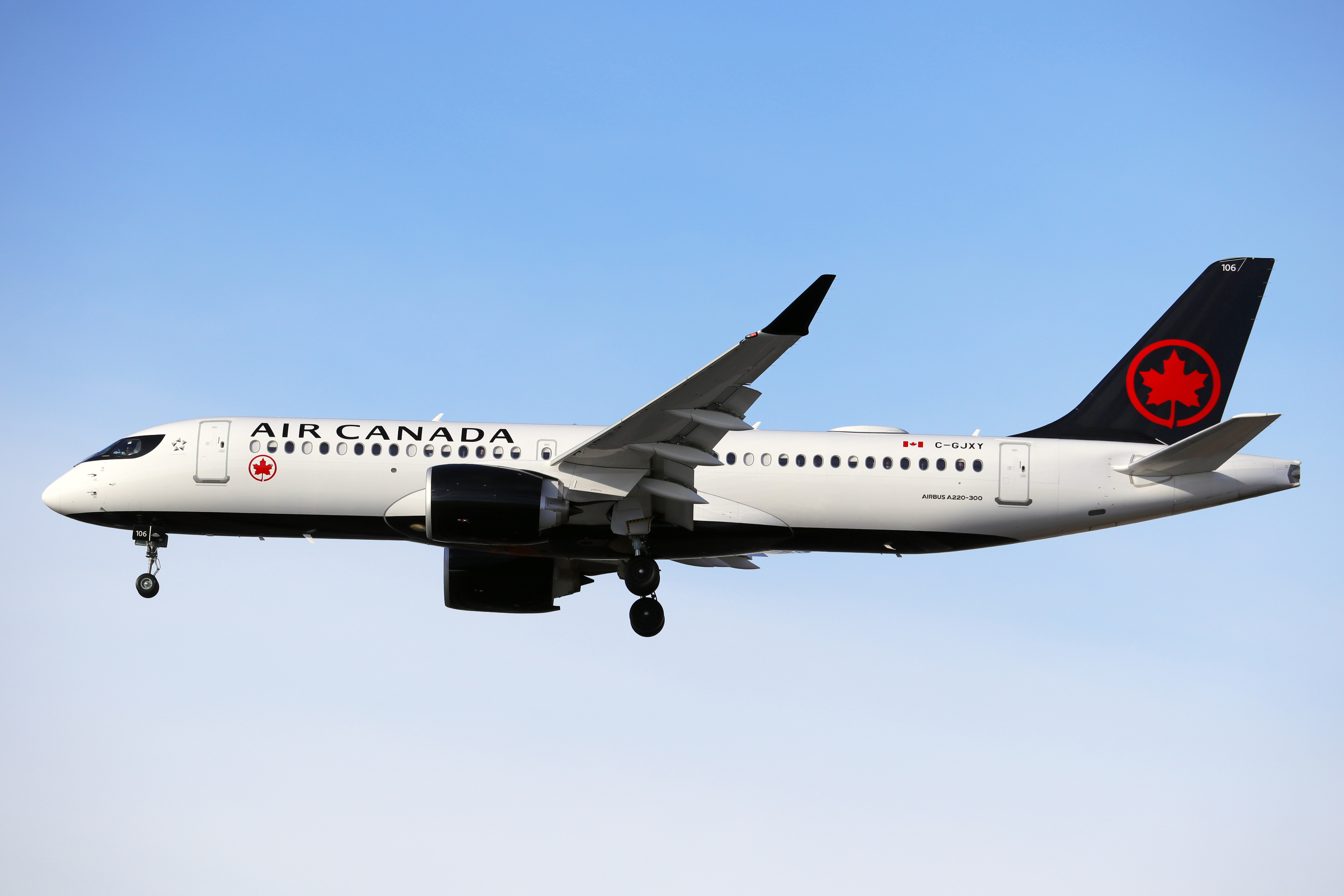
Un A220-300 d'Air Canada à l'approche de l'aéroport Toronto Pearson en 2019.

Air Canada (code AITA : AC ; code OACI : ACA) est la plus grande compagnie aérienne nationale du Canada. Elle assure des vols intérieurs et internationaux sur les cinq continents depuis ses plates-formes de correspondance à Toronto-Pearson, Montréal-Trudeau, Vancouver et Calgary. Air Canada est la 15e plus grande compagnie aérienne au monde. En 2013, de concert avec son transporteur régional Air Canada Express, elle a transporté plus de 35 millions de passagers, exploitant 1 500 vols réguliers quotidiens et elle employait 27 000 personnes à temps plein à travers le monde. Son siège social est situé à Montréal, après son déménagement de la ville de Winnipeg, au Manitoba, en 1949. Elle est membre fondateur de Star Alliance. Le 16 mai 2019, Air Canada annonce son intention d'acquérir Air Transat pour 520 millions de dollars.

## Histoire

### 1937-1964: Trans-Canada Air Lines
Fondée en 1937 comme Trans-Canada Air Lines (TCA), elle effectua son premier vol, le 1er septembre 1937 entre Vancouver et Seattle transportant deux passagers et du courrier à bord d'un Lockheed 10A Electra.
Début des vols transcontinentaux entre Montréal et Vancouver, le 1er avril 1939 volant avec 12 Lockheed L-14 Super Electra et 6 Lockheed L-18 Lodestar.
Le 1er avril 1951, premier vol transtlantique Montréal-Paris à bord d'un North Star.
Le 1er avril 1955, TCA est la première compagnie aérienne nord-américaine à exploiter le premier avion à turbopropulsion, le Vickers Viscount entre Montréal et Winnipeg.

### 1964 à nos jours: Air Canada

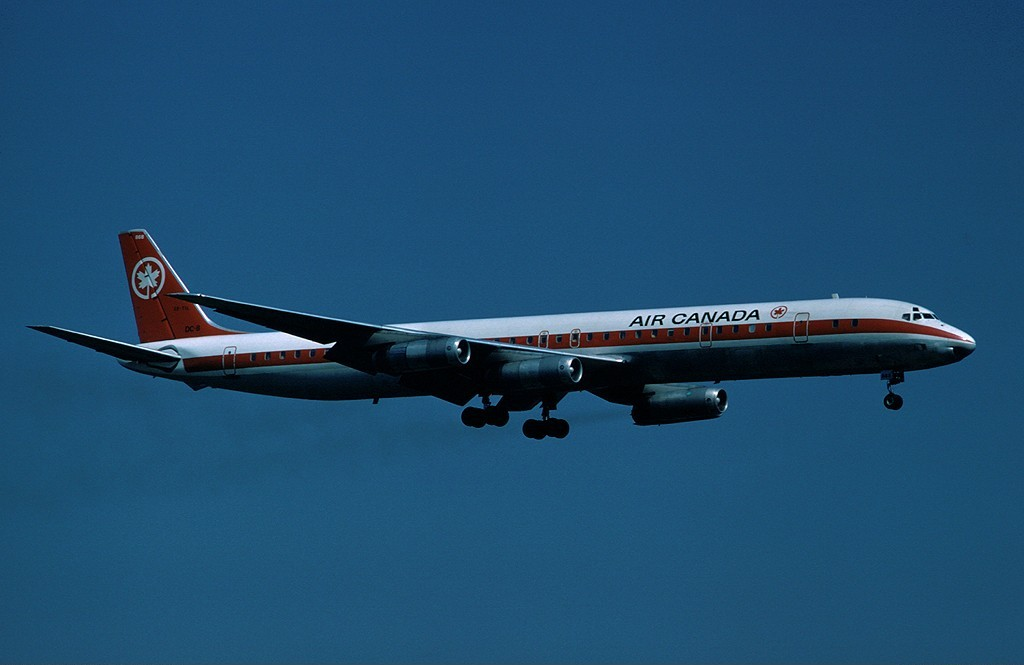
Douglas DC-8 en 1978.

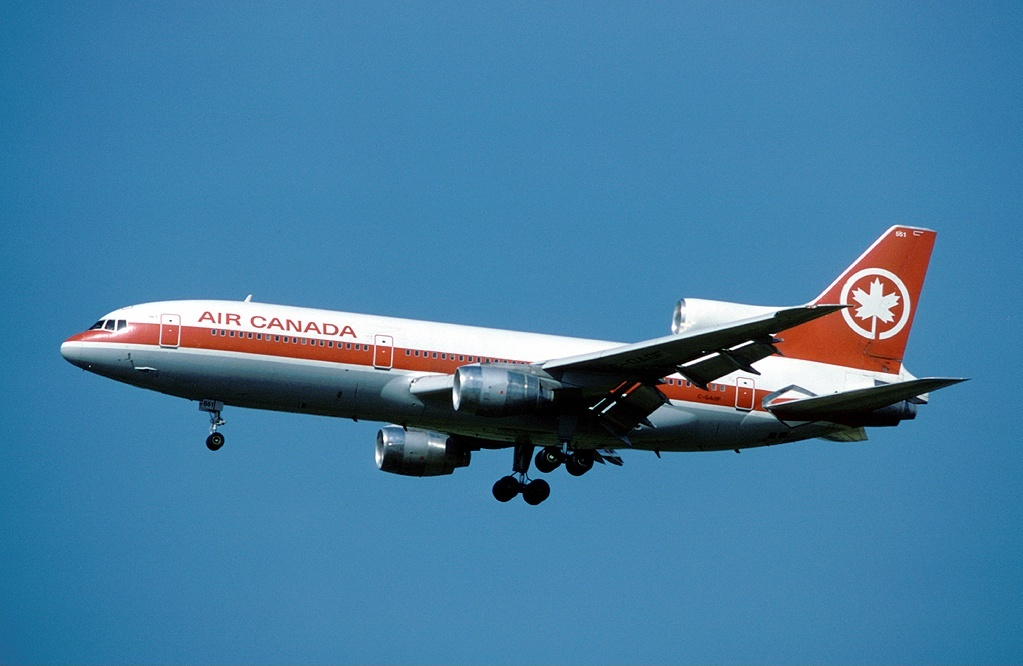
Lockheed L-1011 en 1982.

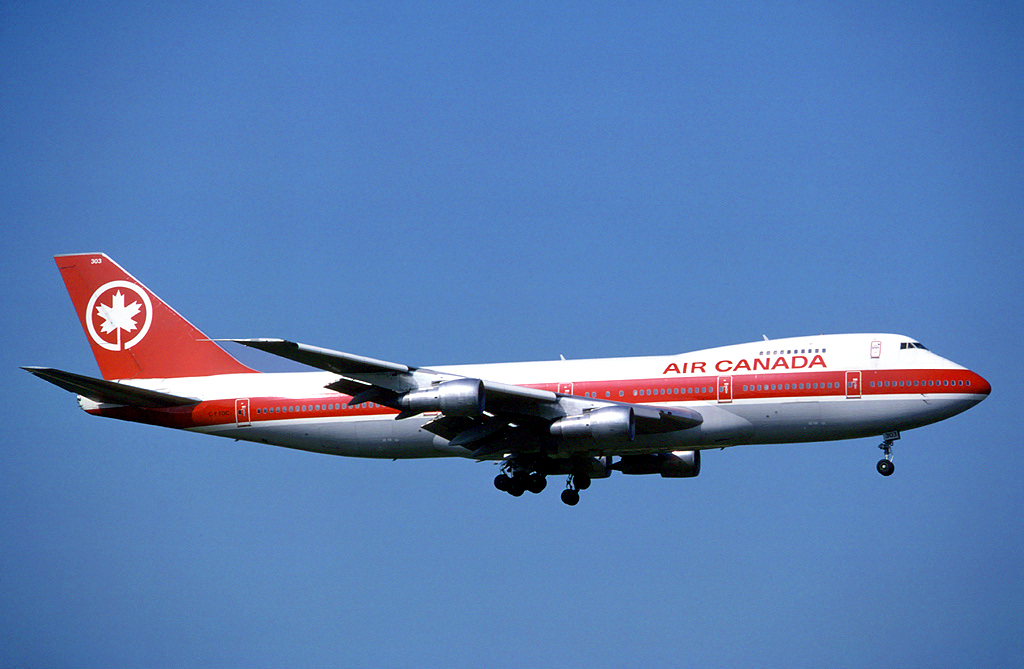
Boeing 747 en 1983.

À la suite d'une loi fédérale de mars 1964, la société prend le nom actuel et devient Air Canada le 1er janvier 1965.
Le 1er novembre 1966, Air Canada inaugure la ligne Montréal-Moscou en présence de George McIlraith, premier ministre canadien des travaux publics, Rémi Paul, représentant du Québec, Jean-Louis Lévesque, directeur d'Air Canada et le patron de La Presse, Maurice Chartré.
Au printemps 1971, Air Canada est la première compagnie aérienne canadienne à exploiter le Boeing 747 pour ses vols européens et intérieurs.
La concurrence sur le marché aérien intérieur s'accentue à la fin des années 1980. À l'été 1987 une intense guerre de prix s'engage entre Wardair, Air Canada et Canadian Airlines (nouvellement formée par fusion entre PWA et CP Air). Les réductions de prix atteignent 68 % sur certaines lignes où la compétition est la plus importante.

#### 1988-1990: Privatisation et renouvellement de la flotte
La compagnie est privatisée en deux temps en 1988 et 1989 :
- Le gouvernement du Canada cède 43 % des actions d'Air Canada le 13 octobre 1988 pour 246 millions de dollars[12] ;
- Les 57 % encore détenus par le gouvernement fédéral sont vendus le 19 juillet 1989 pour 474 millions de dollars (41,1 millions d'actions pour 12 $)[12].

En janvier 1990, Air Canada introduit à sa flotte l'Airbus A320.

#### 1990-1996: Partenariats stratégiques et ciel-ouvert avec les États-Unis
Air Canada signe un accord stratégique avec la compagnie Air France en septembre 1992. Air Canada rend public début 1993 un projet de rachat des lignes internationales de Canadian Airlines pour 200 millions de dollars canadiens et la reprise de 800 millions de dollars de dettes et loyers financiers de Canadian. Le projet prévoyait aussi que Canadian reste sur le système de réservation Gemini au moins jusqu'en 1999, empêchant Canadian de passer sur le système Sabre utilisé par American Airlines (Canadian étant en pourparlers avec la compagnie américaine au sujet d'un rapprochement). Canadian Airlines qualifie cette offre de « scandaleuse » et s'y oppose frontalement en août 1993 faisant échouer le projet.
Air Canada investit 55 millions de dollars dans Continental Airlines en 1993 pour se garantir un accès au marché américain. La signature de l'accord ciel-ouvert entre le Canada et les États-Unis qui entre en vigueur le 24 février 1995 permet à Air Canada de lancer 33 nouvelles lignes transfrontalières entre février 1995 et décembre 1996. L'excellente conjoncture économique du milieu des années 1990 rend ces routes extrêmement profitables. L'accord de ciel-ouvert ouvrant le marché américain à Air Canada, la compagnie décide de céder sa participation dans Continental Airlines acquise en 1993 pour 359 millions de dollars soit un profit de 550 %.
Si le marché américain est extrêmement profitable pour la compagnie, celle-ci rencontre des difficultés sur son marché domestique. L'arrivée de compagnies à bas prix entraîne une guerre des prix faisant nettement diminuer le revenu par passager. Le marché international se porte bien au milieu des années 1990. Si l'offre entre le Canada et le Royaume-Uni est stable en 1996, Air Canada augmente significativement son offre vers l'Allemagne (en particulier Frankfort) du fait de l'accord stratégique signé entre Air Canada et Lufthansa à la mi-1996. Enfin, Air Canada étend son offre trans-pacifique avec l'ouverture des escales de Hong-Kong (en décembre 1995) et l'augmentation de l'offre sur Osaka en 1996.
En décembre 1996, elle introduit l'Airbus A319. La compagnie enregistre de solides performance en 1996 alors que les revenus tirés des vols internationaux représentent plus de la moitié de son chiffre d'affaires (52 % contre 47 % en 1995). Air Canada gagne des parts de marché sur les vols interieurs (57,1 % sur l'année 1996) alors que son principal concurrent, Canadian Airlines, connait des difficultés financières.

#### 1997-1999: constitution deStar Allianceet redressement financier

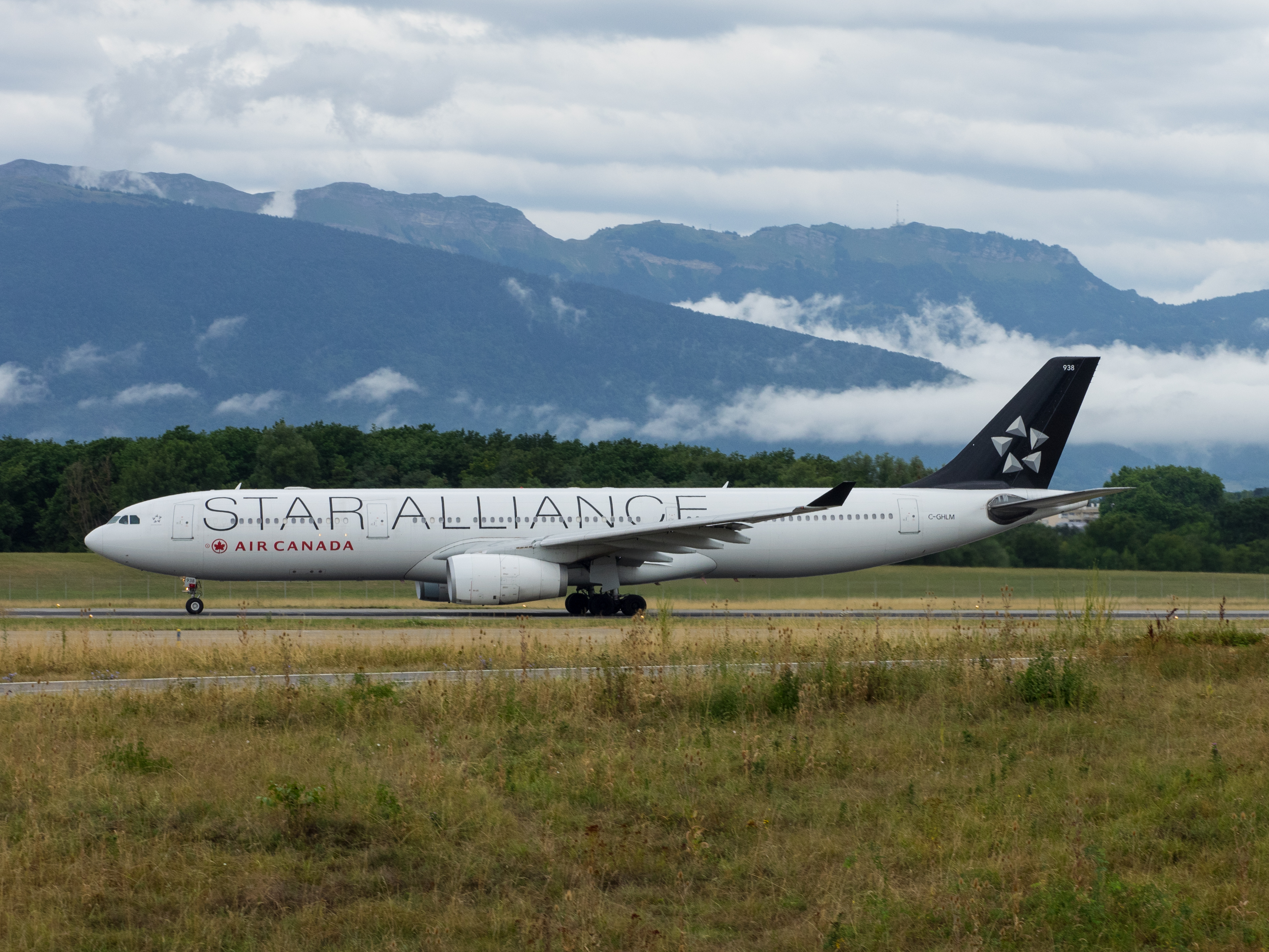
Un Airbus A330-300 en livrée spéciale Star Alliance. Air Canada est l'un des 5 membres fondateurs de l'alliance.

L'année 1997 est marquée par la création de Star Alliance. Air Canada en est un membre fondateur aux côtés d'United, Lufthansa, Scandinavian Airlines, Thai et Varig. C'est aussi en 1997 qu'Air Canada déménage ses opérations internationales de l'aéroport Montréal-Mirabel à l'aéroport Montréal-Dorval (devenu Montréal-Trudeau en 2004).
Air Canada annonce une commande de 8 avions long-courrier au Salon du Bourget en août 1997. Cette commande porte sur des Airbus A330 et A340 pour 1,4 milliard de dollars, livrables à partir de 2000. La compagnie acquiert aussi 5 options portant sur les nouvelles versions -500 et -600 de l'Airbus A340,.
Les négociations entre la direction d'Air Canada et ses 2 100 pilotes sur des augmentations salariales et des conditions de travail échouent le 1er septembre 1998. Dès le lendemain, les pilotes démarrent leur première grève depuis 1961. La compagnie, en prévision de la grève, avait conclu des ententes avec 15 autres transporteurs aériens et la compagnie ferroviaire Via Rail pour acheminer ses passagers malgré le conflit. La grève s'achève le 14 septembre après que les pilotes ont obtenu une augmentation salariale de 9 % sur deux ans (contre 10 % dans leurs revendications initiales) et une amélioration notable de leurs conditions de travail. Le conflit aura causé d'importantes perturbations pendant 13 jours avec un impact financier de 250 millions de dollars.
Cette grève intervient dans un contexte de retournement de conjoncture pour la compagnie. Après une période 1994-1997 de forte croissance, la compagnie enregistre sa première perte en 5 années pour l'exercice fiscal 1998. La crise économique asiatique a notamment eu un impact important sur les opérations transpacifiques de la compagnie. Le prix de l'action décline fortement passant de 14,75 $CA fin-1997 à 6,15 $CA à la fin de 1998. Dans une optique de redressement financier, la compagnie décide de :
- moderniser sa flotte en retirant ses appareils les plus anciens (notamment les plus anciens Boeing 747 et les DC-9). Ces retraits sont compensés par les livraisons progressives d'appareils long-courriers plus récents (Airbus A330 et A340) ;
- réduire son offre en particulier dans l'ouest canadien qui est fortement déficitaire ;
- augmenter son offre au contraire sur les liaisons Canada – États-Unis en profitant de l'accord ciel-ouvert entre les deux pays signé le 24 février 1995 ;
- renforcer la plate-forme de correspondance de Toronto pour renforcer sa compétitivité par rapport à ses concurrentes américaines.

#### 2000-2001: Fusion avec Canadian Airlines

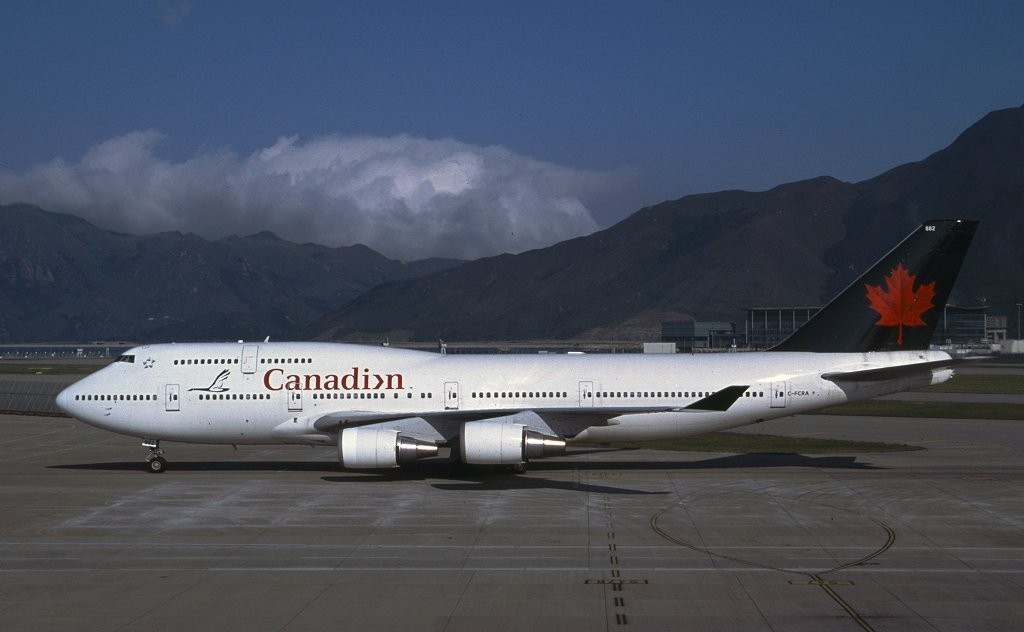
Un Boeing 747 portant une livrée hybride Canadian – Air Canada en 2001 après la fusion entre les deux compagnies.

En 2000, elle fut obligée d'absorber le deuxième transporteur aérien, Canadian Airlines qui connaissait de graves difficultés financières et était au bord de la faillite depuis la mi-1999. La direction d'Air Canada découvre à la lecture des états financiers de Canadian que la compagnie perdait alors 2 millions de dollars canadiens par jour. La décision d'intégrer au plus vite les activités de Canadian au sein de celles d'Air Canada a amené à une période de chaos (bagages perdus, retard et annulations de vols...) qui a culminé à l'été 2000. La situation n'a commencé à se stabiliser qu'à partir du début 2001.
La fusion place Air Canada dans une situation de quasi-monopole sur le marché aérien canadien. Le 7 novembre 2000 son président, Robert Milton, déclare à New-York que la part de marché d'Air Canada atteint 94 % sur le marché intérieur, contre 61 % avant la fusion. Plusieurs acteurs demandent alors une ouverture du marché intérieur à la concurrence, notamment en permettant le cabotage par des compagnies étrangères. En pleine campagne pour les élections fédérales de novembre, l'Alliance canadienne se déclare en faveur du cabotage, tout comme le Bureau de la concurrence. David Collenette, ministre fédéral des Transports, rejette la demande et préfère attendre l'organisation d'une concurrence intérieure par la création de nouveaux transporteurs canadiens.
Air Canada enregistre un déficit de 82 millions d'euros pour l'année 2000, la compagnie annonce un plan d'économie en février 2001 pour tenter de redevenir profitable. Ce plan prévoit notamment 3 500 suppressions d'emplois (8 % de l'effectif total) et un remaniement de la flotte (retrait accéléré des vieillissants Fokker F28, sortie de 8 appareils long-courriers et report de livraisons d'appareils moyen-courriers).

#### 2002-2003: impact du 11 septembre et placement en règlement judiciaire
Les attentats du 11 septembre 2001 frappent de plein fouet le marché aérien d'Amérique du Nord. Air Canada, qui avait déjà annoncé 4 000 suppressions d'emplois en août 2001, annonce 5 000 suppressions d'emplois supplémentaires fin septembre 2001. La compagnie réduit son programme de vol vers les États-Unis de 20 % et réduit ses capacités à l'international. Ces réductions s'accompagnent d'une forte réduction de la taille de la flotte avec le retrait de 84 appareils du service. Malgré ces mesures, la compagnie finit l'année 2001 avec une perte s'élevant à plus d'un milliard de dollars canadiens dans un contexte exécrable (trafic passager en chute de 11 %) :

« Les résultats d'Air Canada au quatrième trimestre 2001 et sur l'année pleine reflètent l'environnement extraordinairement difficile dans lequel nous évoluons, ainsi que les autres compagnies nord-américaines. [...] Nous espérons maintenant un retour aux profits lors des prochains trimestres traditionnellement porteurs pour le secteur aérien »

— Robert Milton, Président d'Air Canada
Moins de 24 heures après le déclenchement de la Guerre d'Irak le 20 mars 2003, Air Canada invoque un cas de « force majeure » pour annoncer la suppression de 3 600 emplois d'ici la fin 2003 et une réduction de son offre de vol (même si la compagnie maintient son vol Toronto – Tel-Aviv, à l'inverse de la plupart des autres transporteurs internationaux). Robert Milton déclare à cette occasion que « la déclaration de guerre a rendu encore plus cruciale la nécessité d’atteindre notre objectif de 650 millions de dollars au chapitre de la réduction de la masse salariale, en plus des réductions de personnel annoncées aujourd'hui ».
Air Canada connait une situation financière désastreuse sur cette période et est poussée au règlement judiciaire le 1er avril 2003. La restructuration incluant une forte diminution du plan de retraite des employés et le changement des titulaires du capital (les nouveaux actionnaires étant le fond Cerberus, la Deutsche Bank et GE investissement) a permis une sortie de la protection des tribunaux le 30 septembre 2004.

#### 2004-2009: sortie de restructuration puis impact de la Grande récession

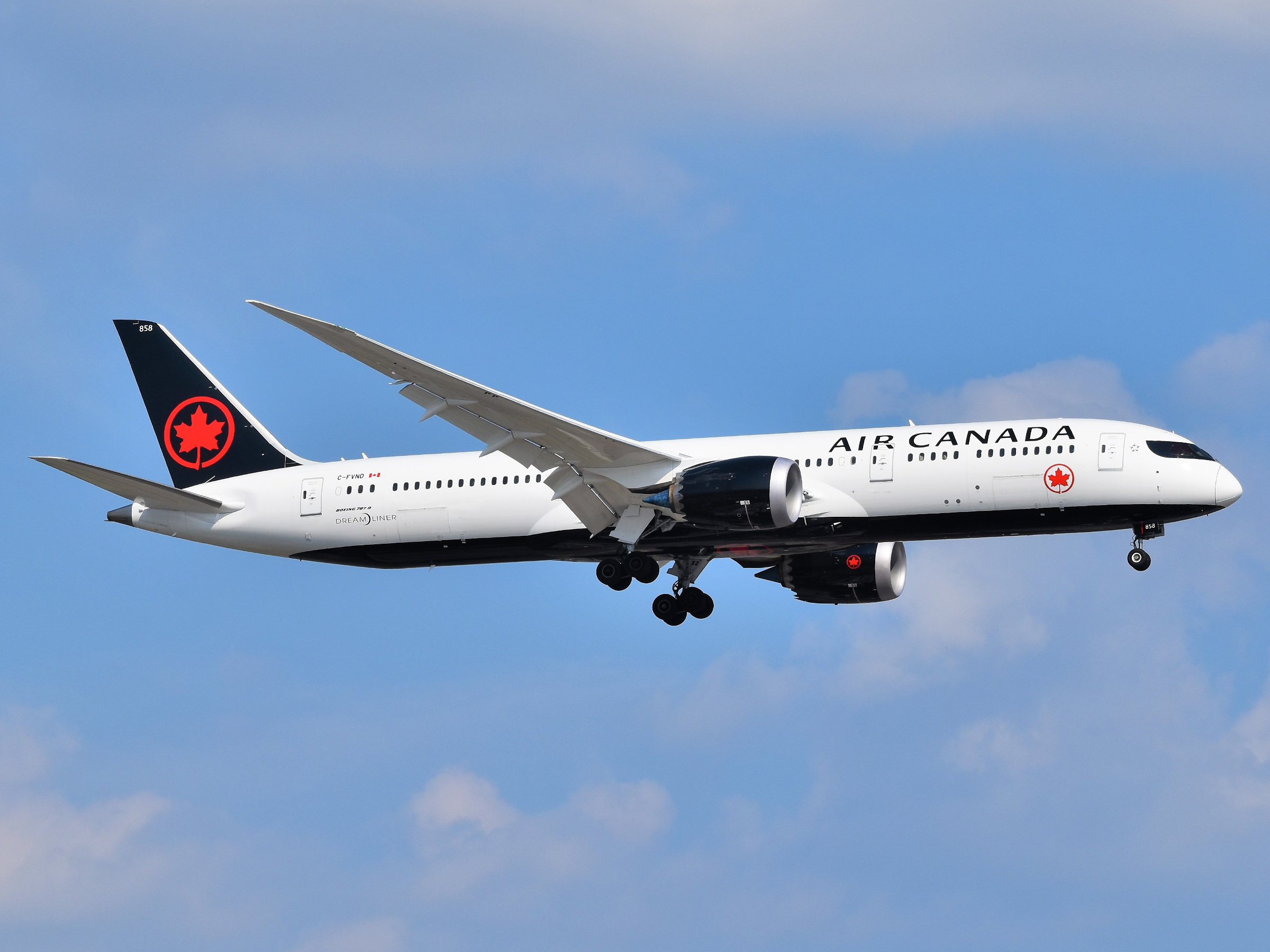
Le premier Boeing 787 d'Air Canada entre en service commercial le 23 mai 2014, concrétisant une importante commande passée en novembre 2005.

Le 19 octobre 2004, Air Canada affiche ses nouvelles couleurs et lance une campagne marketing importante, une nouvelle livrée sur ses avions, un nouvel uniforme pour son personnel de bord et rafraîchit son logo,. Le 31 octobre 2004, le dernier Boeing 747 d'Air Canada atterrit à Toronto depuis Francfort pour la dernière fois, mettant fin à 33 ans de service de Boeing 747 pour la compagnie aérienne.
Le 9 novembre 2005, ACE Aviation, maison-mère d'Air Canada, annonce une entente avec Boeing qui comprend :
- Une commande ferme de 18 Boeing 777 (dont 8 777-300ER et 6 777-200LR) livrables à partir de mars 2007 ainsi que de 18 options d'achats
- Une commande ferme de 14 Boeing 787 livrables à partir de 2010 ainsi que 46 options d'achats

Ces appareils sont destinés au remplacement des Boeing 767, plus anciens et gourmand en carburant. Ainsi, le Boeing 787 a des frais de maintenance et de carburant de 30 % inférieurs à ceux du Boeing 767,,.
En 2007, Air Canada a célébré son 70e anniversaire. La même année, elle commence à exploiter ses premiers Boeing 777 sur ses vols internationaux, notamment le seul service sans escale entre Vancouver-Sydney.
Pour l'année 2008, Air Canada a subi une perte d'environ 1 milliard CAD, en comparaison, en 2007, la société avait réalisé des profits de 429 millions CAD. L’année 2008 marque aussi le début du partage de code sur les lignes aériennes entre le Canada et la France avec la deuxième compagnie aérienne française, Corsairfly.
En avril 2009, Calin Rovinescu devient le nouveau PDG d'Air Canada.

#### Années 2010
Le 9 novembre 2010, la Commission européenne condamne Air Canada ainsi que dix autres compagnies aériennes pour entente illicite qui viole les règles des traités européens. Ces entreprises s'étaient secrètement entendues pour exiger des surtaxes sur le transport de fret à partir de ou vers l'Union européenne. Air Canada est condamnée à verser une amende de 21 millions d'euros au budget européen.
Dans la nuit du 13 au 14 mars 2012, le parlement canadien vote un projet de loi gouvernemental destiné à interdire aux salariés d'Air Canada, en conflit avec leur direction, de se mettre en grève.
Le 11 décembre 2013 Air Canada commande 61 Boeing 737 Max pour remplacer sa flotte d'Airbus A320 et A321.
Le 29 mars 2015, le vol AC624 d'Air Canada manque son atterrissage à Halifax, en Nouvelle-Écosse. L'avion a heurté un réseau d'antennes avant de glisser sur environ 340 mètres. Il y a 25 blessés mineurs parmi les 133 passagers et membres d'équipage.
Air Canada exploite en permanence depuis le 16 février 2017 une liaison directe entre Montréal et Shanghai qui est le premier service direct offert entre Montréal et l'Asie.
Début 2018, Air Canada annonce l'agrandissement de son centre de service d'affaires situé à Saint-Jean. En août de la même année, la compagnie fait une demande auprès du ministère des Finances du Canada pour créer sa propre compagnie d'assurance-vie et alléger ses versements en matière de régime de retraite.
En mai 2019, Air Canada signale son intérêt à acheter la compagnie aérienne Air Transat au coût de 13 $ l'action soit près de 520 millions de dollars.
Le 27 juin 2019, Air Transat accepte l’offre d’acquisition faite par Air Canada. Cependant, la transaction devra être approuvée par les actionnaires de Transat. Le transporteur pourrait toujours accepter une offre concurrente d'ici là, mais devrait verser à Air Canada une pénalité d’au moins 15 millions de dollars.
Au 23 août 2019, les actionnaires de Transat acceptent à l'unanimité l'offre bonifiée d'Air Canada à 18 $ l'action (720 millions de dollars). Ceux-ci appuient la vente d'Air Transat à 95 %, ne restant plus qu'à passer au bureau de la concurrence.

#### Années 2020
La compagnie annonce le 15 mai 2020 le licenciement de plus de la moitié de ses effectifs, « de 50 à 60 % », soit au moins 19 000 personnes, en raison de l’effondrement de son activité consécutif à la pandémie de Covid-19. La compagnie canadienne a réduit ses vols de 95 % en raison de la fermeture des frontières et des mesures de confinement et retiré de sa flotte 79 avions.
Elle a terminé le premier trimestre clos le 31 mars 2020 avec une perte d’exploitation de 433 millions de dollars canadiens contre un bénéfice d’exploitation de 127 millions de dollars canadiens au premier trimestre de 2019. Elle enregistre alors une perte nette ajustée de 392 millions de dollars canadiens (256 millions d’euros) contre un bénéfice net ajusté de 17 millions un an plus tôt.
En octobre 2020, frappée par la pandémie de Covid-19 au Canada, la société loue et vend des appareils de sa flotte pour maintenir ses activités. Elle indique avoir vendu « neuf Boeing 737 MAX 8 pour 485 millions de dollars et s'être engagé à les louer à long terme dans des ententes totalisant 458 millions ».
En octobre 2020, Calin Rovinescu annonce qu'il quittera la direction d'Air Canada en février 2021 et sera remplacé par Michael Rousseau.
Le 2 avril 2021, Air Canada et Air Transat annoncent mettre fin à leur projet de rapprochement, face aux réticences des autorités de la concurrence de la Commission européenne qui craint que le rapprochement n’ait un impact négatif sur l’offre et les prix,.
En juillet 2025, les employés de Air Canada tiennent un vote pour une grève générale dans l'entreprise.

## Flotte
En mai 2025, les appareils suivants sont en service au sein de la flotte d'Air Canada (premier tableau) et de ses filiales Rouge et Jetz (tableaux suivants),,, : 

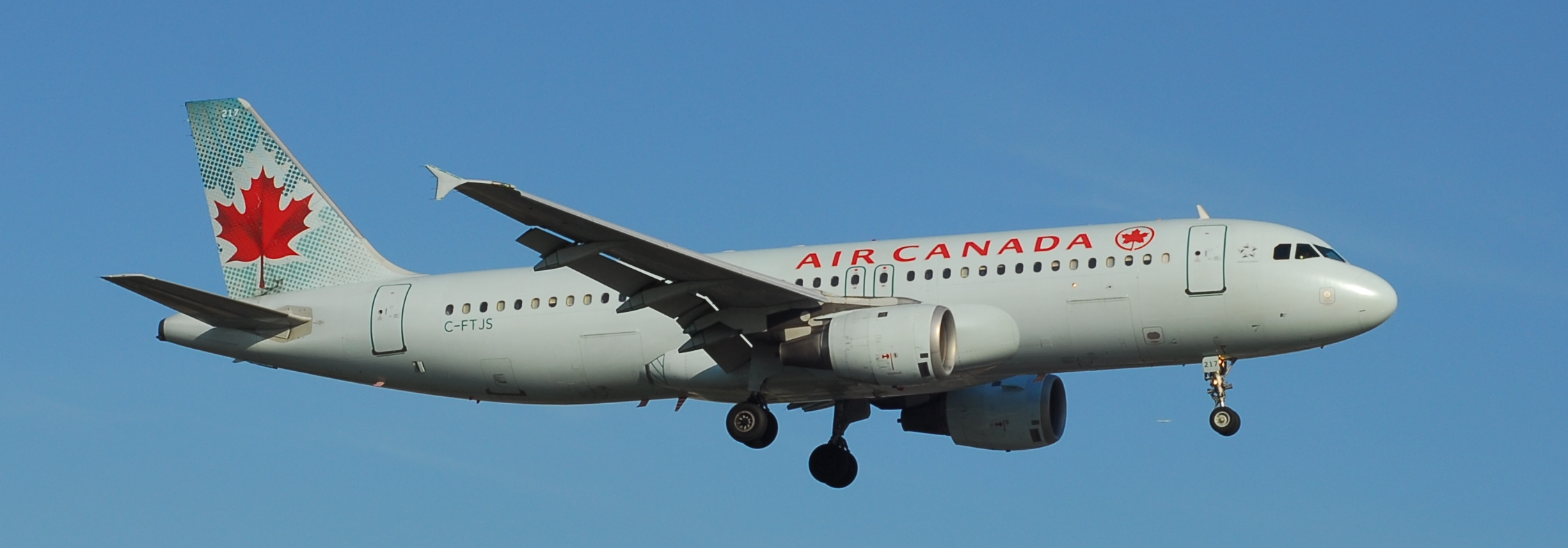
Airbus A320-211 d'Air Canada.
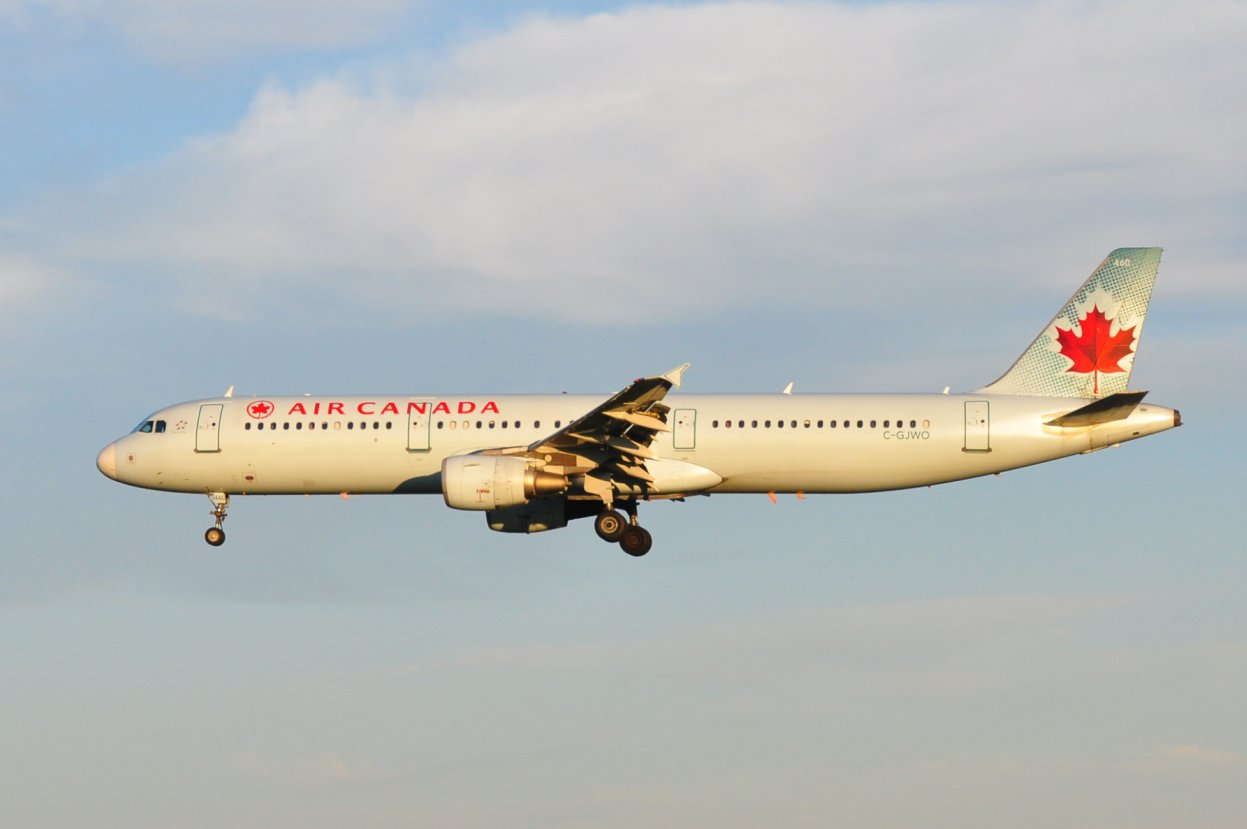
Airbus A321-200.
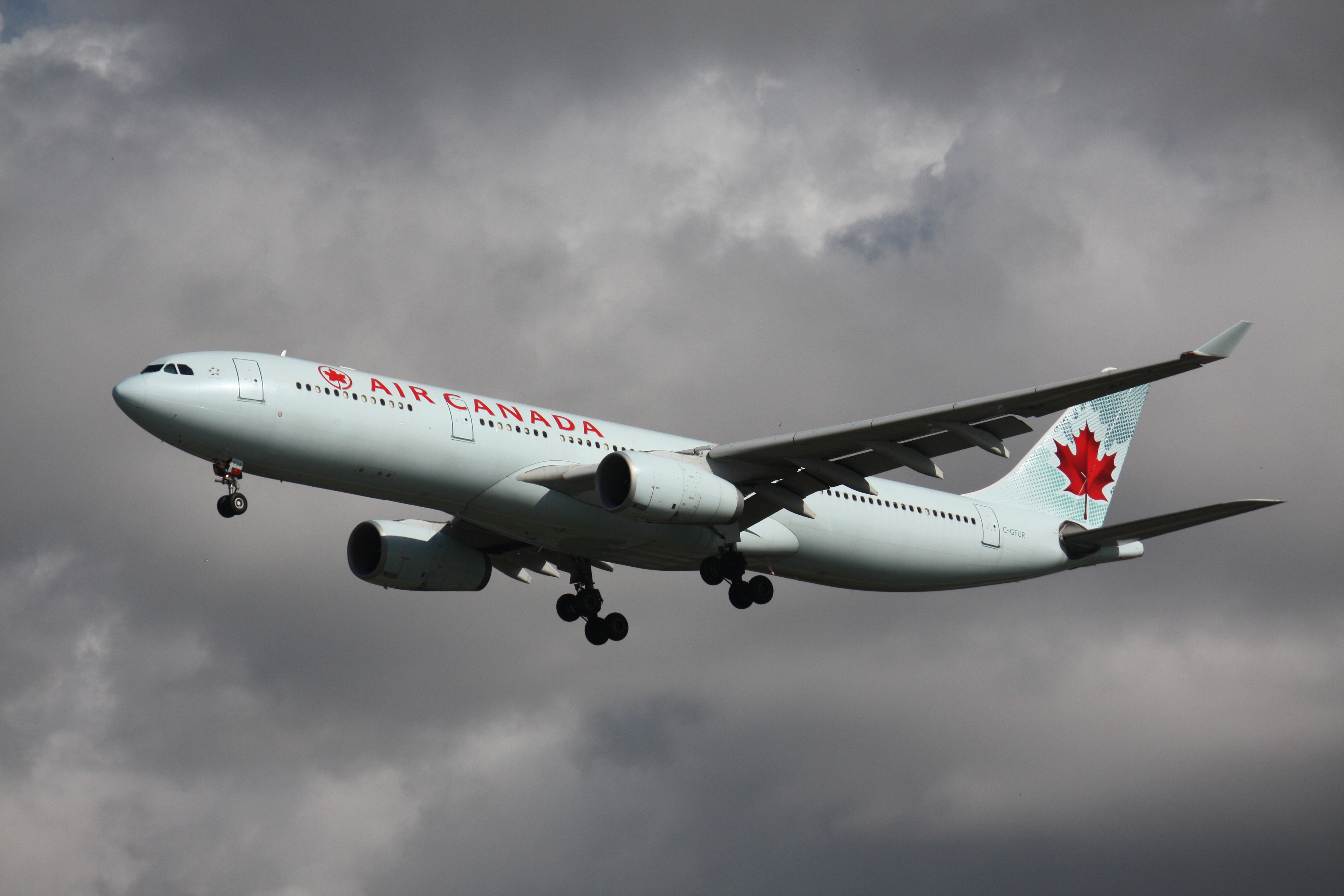
Airbus A330-343.
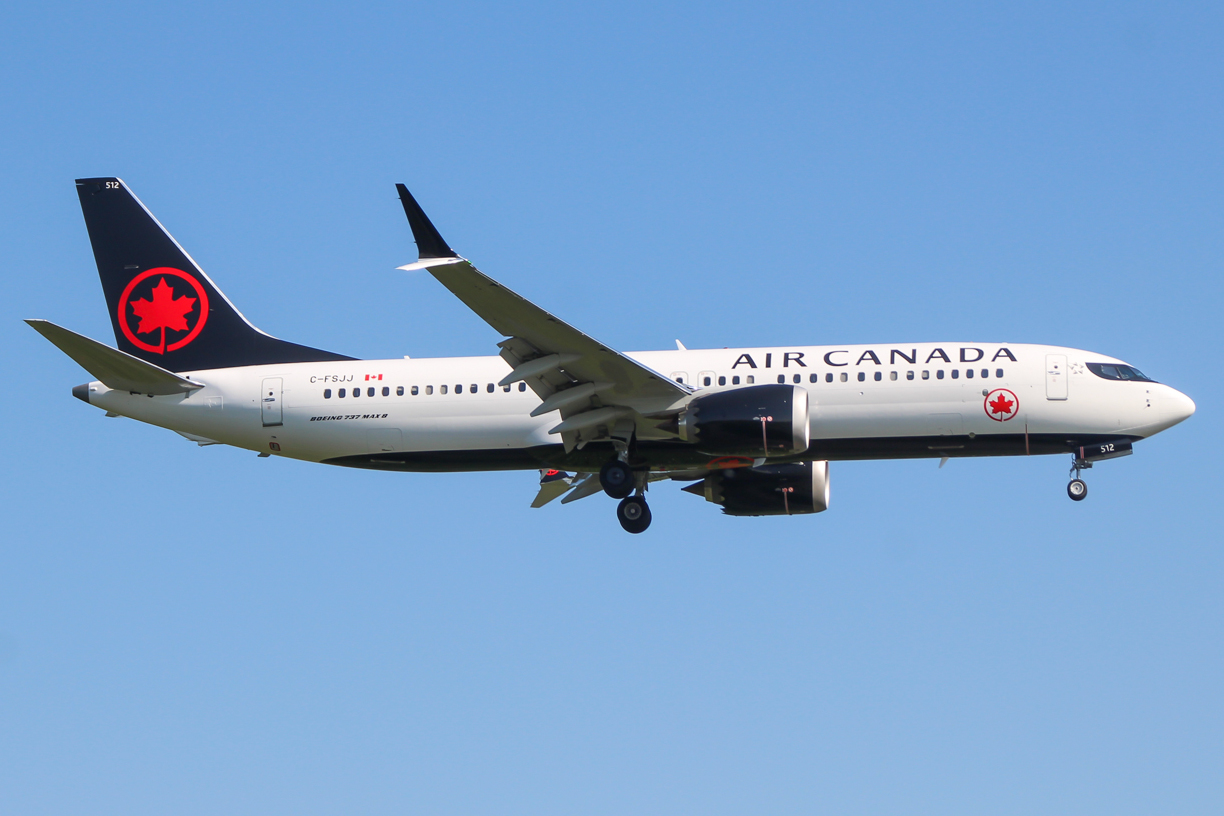
Boeing 737-8 MAX.
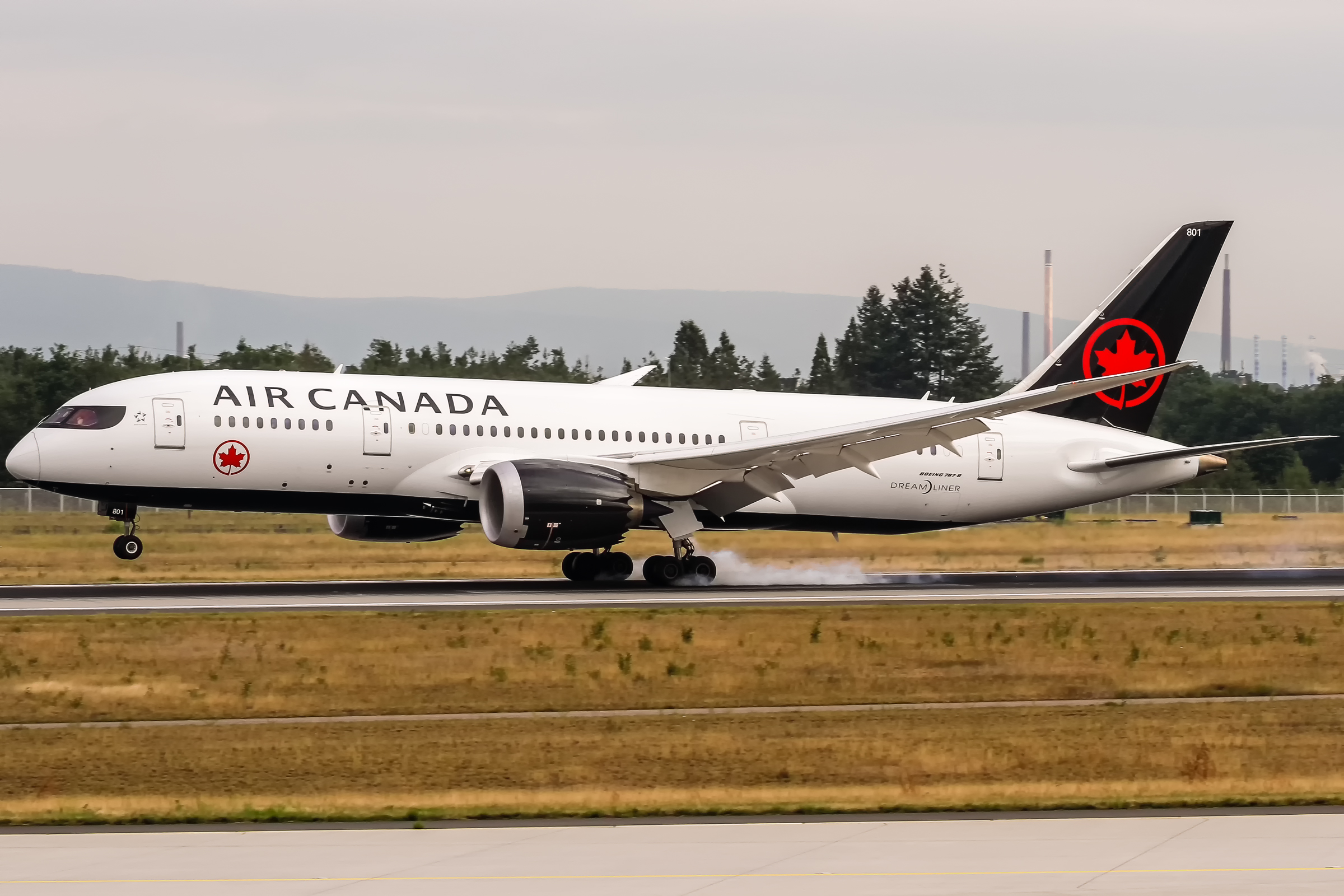
Boeing 787-8 Dreamliner.
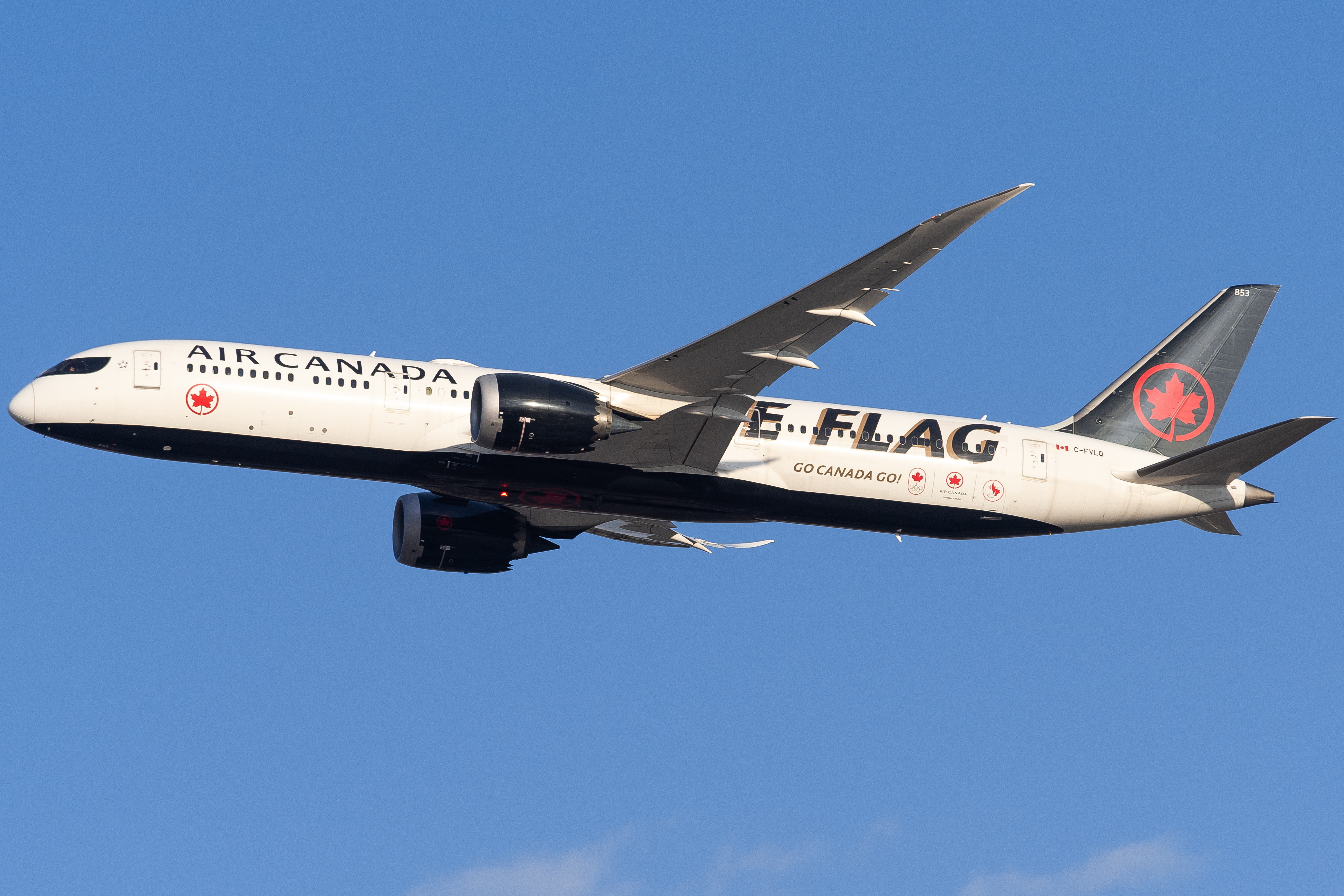
Boeing 787-9 Dreamliner.
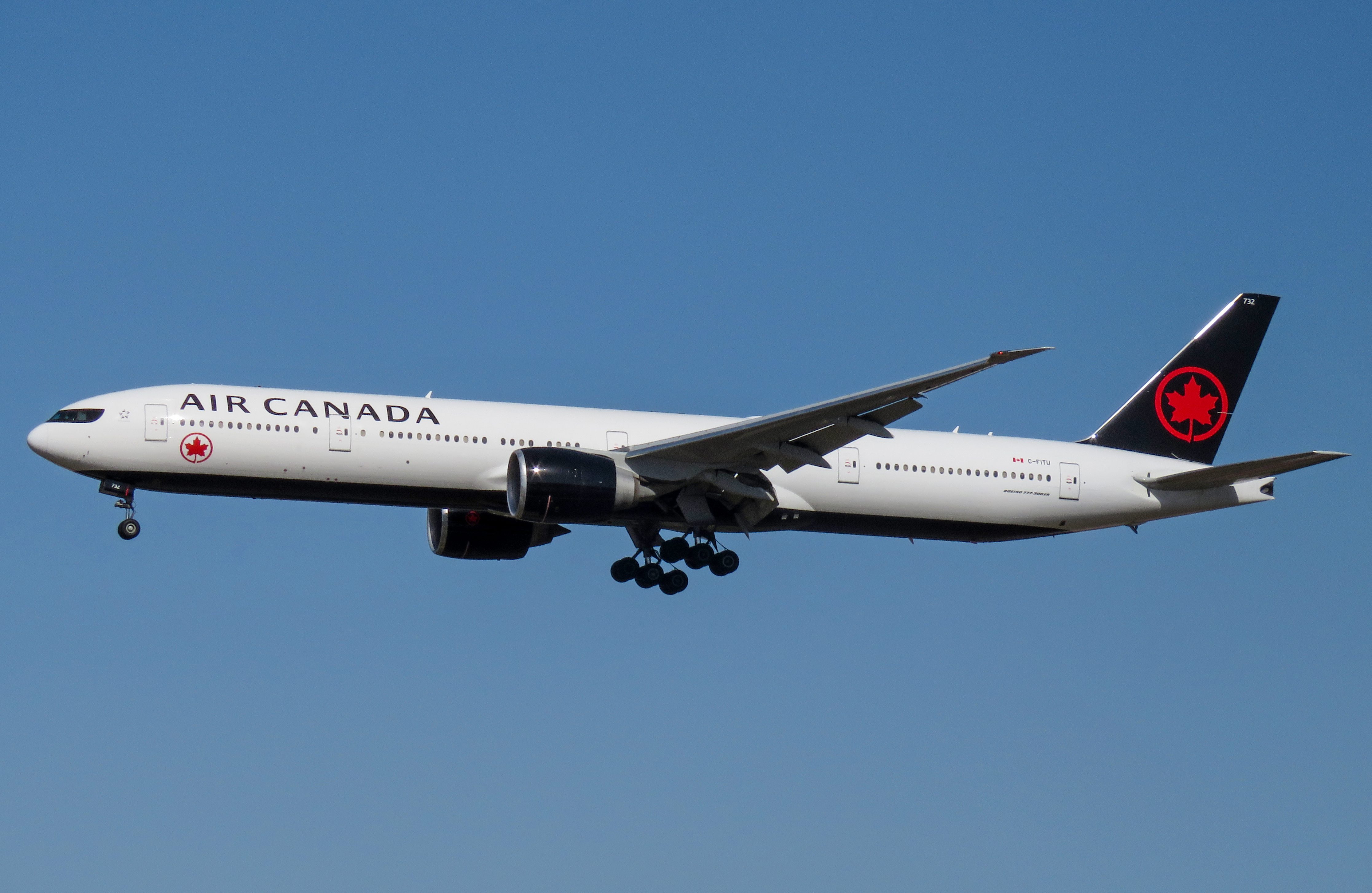
Boeing 777-300ER.

De plus, les appareils suivants sont exploités sous la bannière d'Air Canada Express pour les vols régionaux :

## Partenariats
Partage de codes
Outre ses partenaires Star Alliance, Air Canada a accords de partage de codes avec les compagnies aériennes suivantes :
- Air China*
- Air New Zealand*
- ANA*
- Asiana*
- Austrian Airlines*
- Avianca
- Brussels Airlines*
- Cathay Pacific (à partir du 12 janvier 2017[61])
- Corsair International
- EVA Air*
- Japan Airlines
- LOT Polish Airlines*
- Qantas
- SAS*
- Shanghai Airlines*
- Singapore Airlines*
- Swiss International Air Lines*
- TAM
- TAP*
- Thai Airways International*
- United Airlines*
- Virgin Atlantic (à partir de début-2017[62])

* membres de Star Alliance

## Aéroplan
Aéroplan est le programme de fidélisation d'Air Canada. Il permet aux membres d'accumuler des miles avec Air Canada et ses membres du réseau Star Alliance.

## Direction de l'entreprise

### Siège social

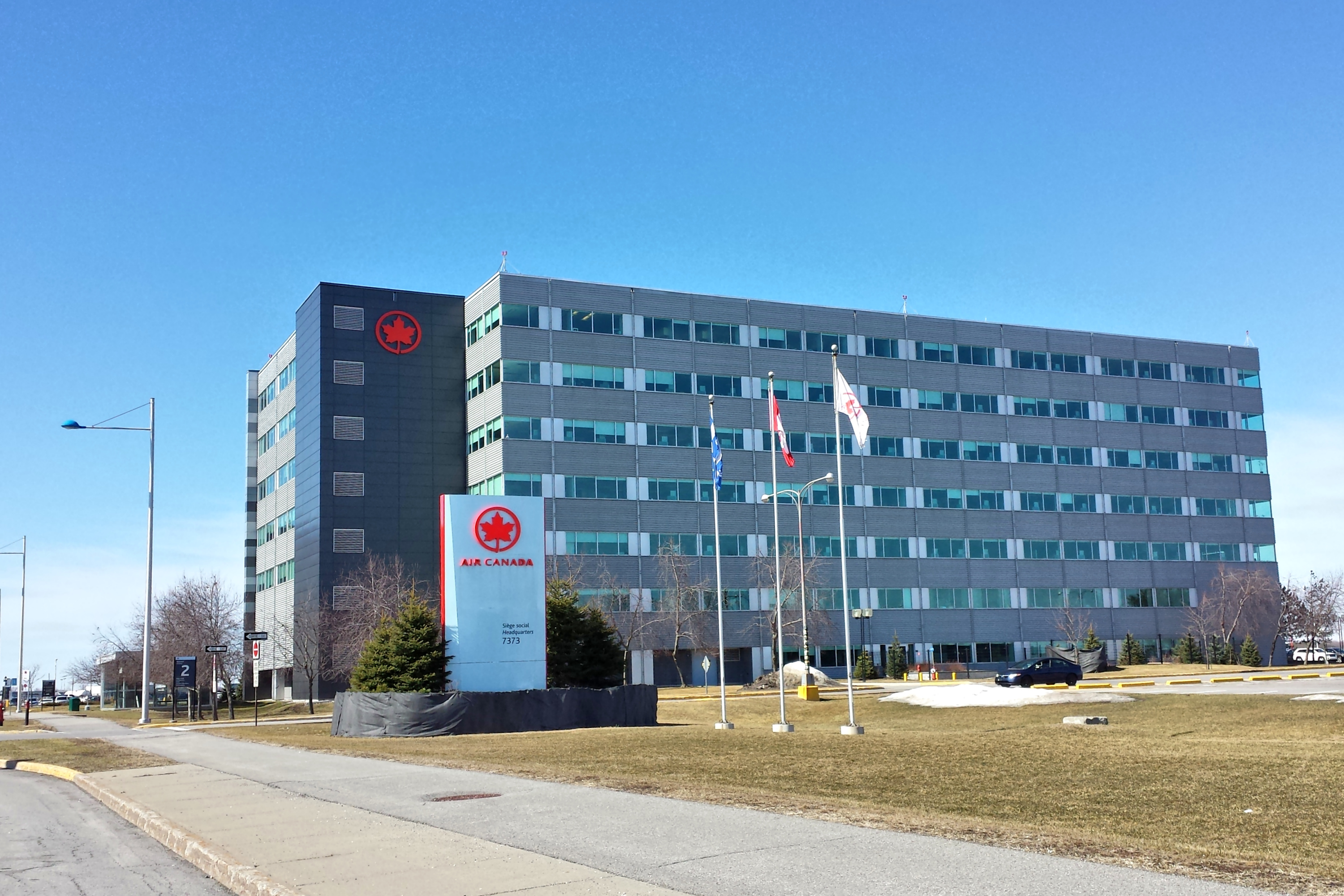
Centre Air Canada, le siège social d'Air Canada à Montréal.

Le Centre Air Canada (anglais : Air Canada Centre), également connu sous le nom de La Rondelle, est le siège social d'Air Canada. Il est situé sur les terrains de l'aéroport international Pierre-Elliott-Trudeau à Montréal. En 1994, David Israelson du Toronto Star a décrit l'implantation comme « ultra moderne ». En 1990, la compagnie aérienne a annoncé le déplacement de son siège social du centre de Montréal vers l'aéroport pour réduire les coûts. En 2004, la compagnie a annoncé qu'elle n'avait pas de projet de ramener son siège social au centre-ville.

### Liste des dirigeants de la compagnie
- 1976–1984 : Claude Taylor et fondateur d’Air Canada
- 1984–1990 : Pierre Jeanniot
- 1990–1992 : Claude Taylor
- 1992–1996 : Hollis L. Harris
- 1996–1999 : R. Lamar Durrett
- 1999–2004 : Robert Milton
- 2004–2009 : Montie Brewer
- 2009–2021 : Calin Rovinescu
- Depuis 2021 : Michael Rousseau[68]

## Salon Feuille d'érable
Les Salons Feuille d'érable sont des salons exclusifs aux membres d'Air Canada, profitant de privilèges comme centres d'affaires, accès internet, magazines, TV, collations légères, salles de réunions et douches.
Emplacements
| - Calgary - Edmonton - Halifax-Stanfield - Londres-Heathrow (+un salon d'arrivée qui n'est pas un salon Feuille d'Érable). | - Los Angeles LAX - Montréal-Trudeau (3) - Ottawa-MacDonald - Paris CDG | - Québec-Lesage (n'est pas un salon Feuille d'Érable; contrat sous-traitance). - Regina - St-John's - Toronto-Pearson (3) | - Vancouver (3) - Winnipeg |

## Galerie

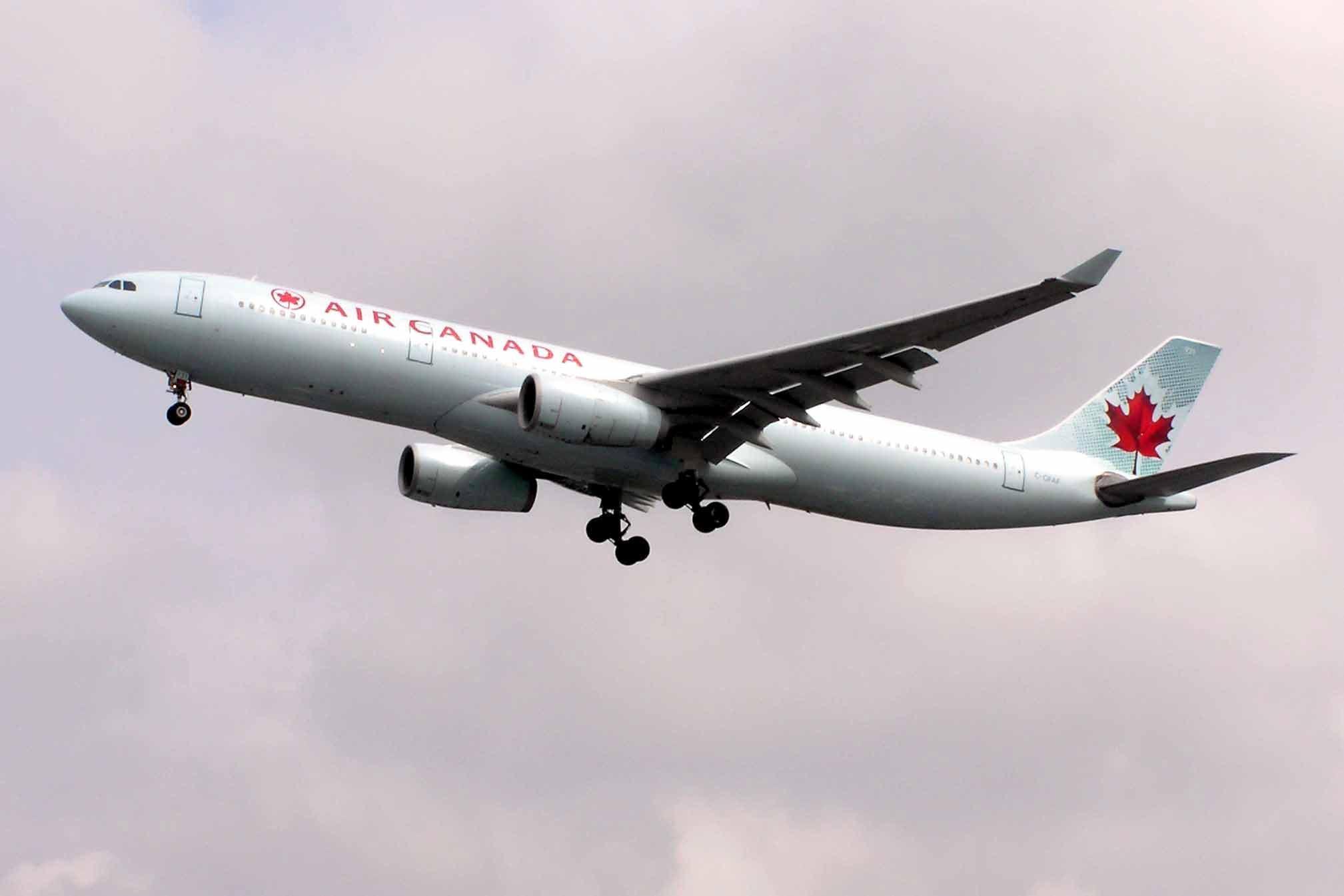
Airbus A330
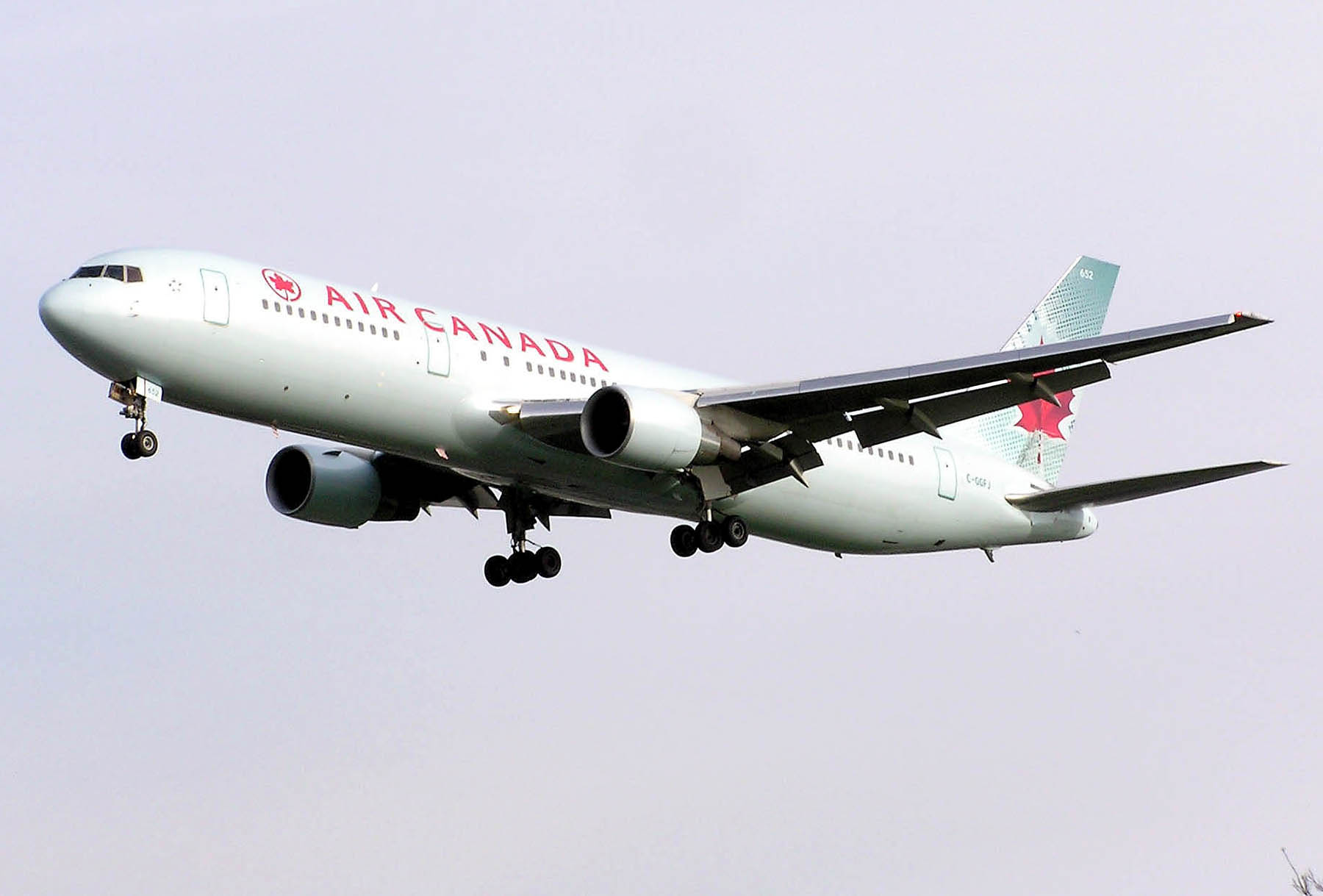
Boeing 767
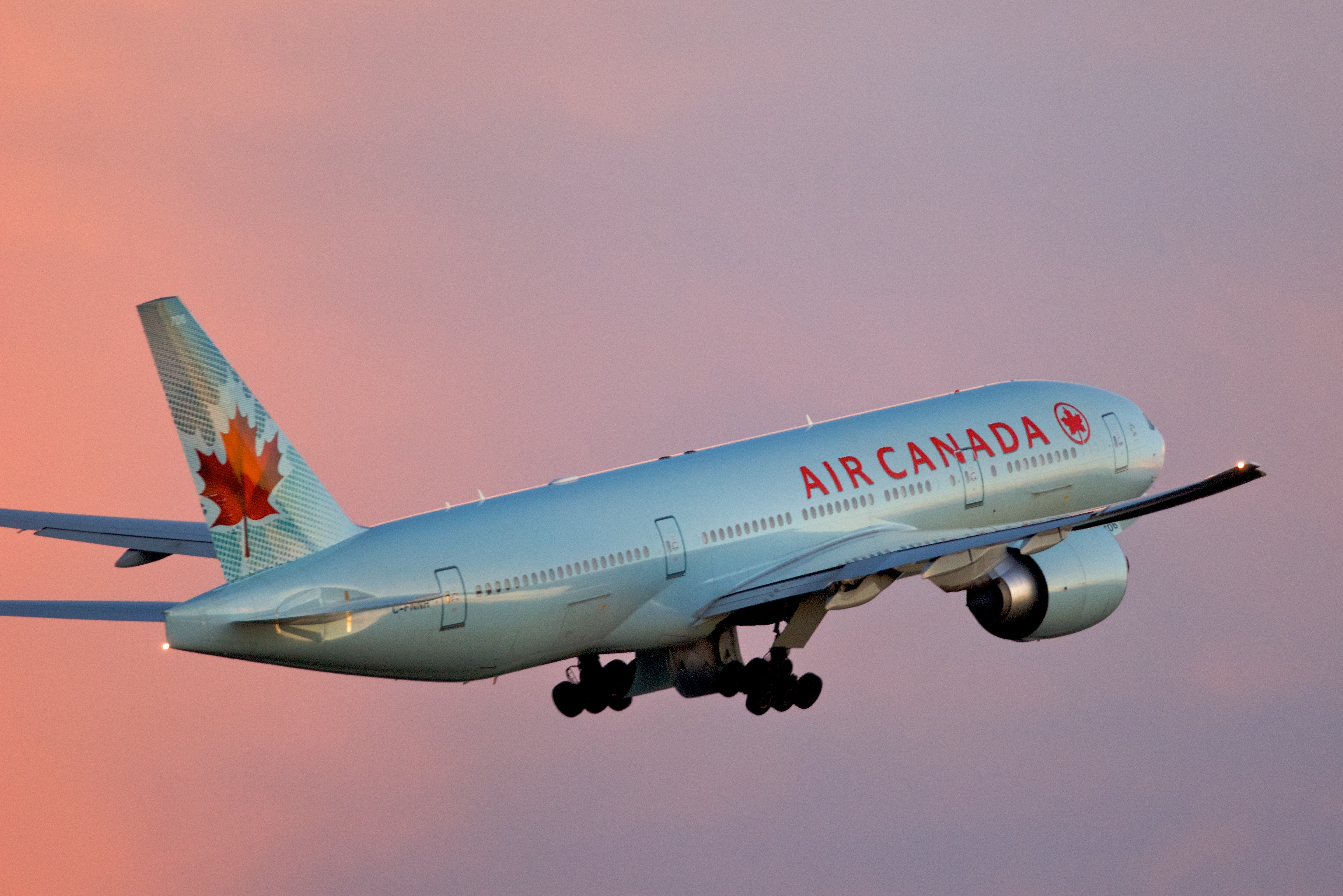
Boeing 777
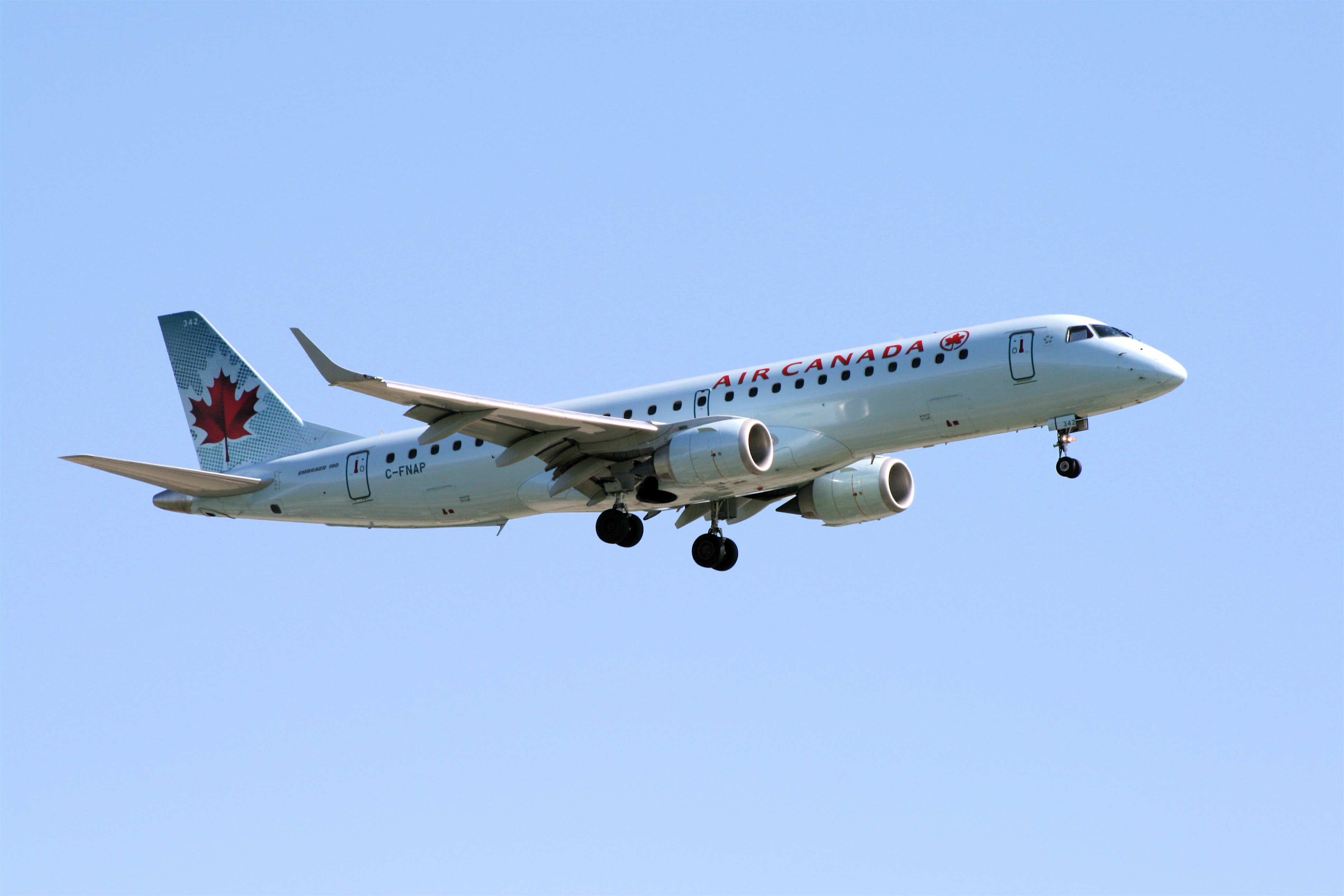
Embraer 190